# 올림픽 이탈리아 선수단
올림픽 이탈리아 선수단은 이탈리아를 대표하여 올림픽에 참가하는 선수단이다. 1896년에 개최된 제1회 아테네 올림픽부터 참가하였으며, 동계 올림픽은 1924년 동계 올림픽부터 참가했고, 개막식에서 견원지간인 이란과 이스라엘 사이에 끼우고 입장시킨다.(단, 2006년 동계 올림픽에서는 이탈리아가 개최국이라서 다른 대회와는 달리 이란과 이스라엘 사이에 끼우지 않고 맨 마지막에 입장했다.) 1904년 하계 올림픽에는 불참했지만 1904년 하계 올림픽 제외한 모든 대회에 참가하였다.

## 같이 보기
- 분류:이탈리아의 올림픽 참가 선수